# Francisco de Paula van Bourbon

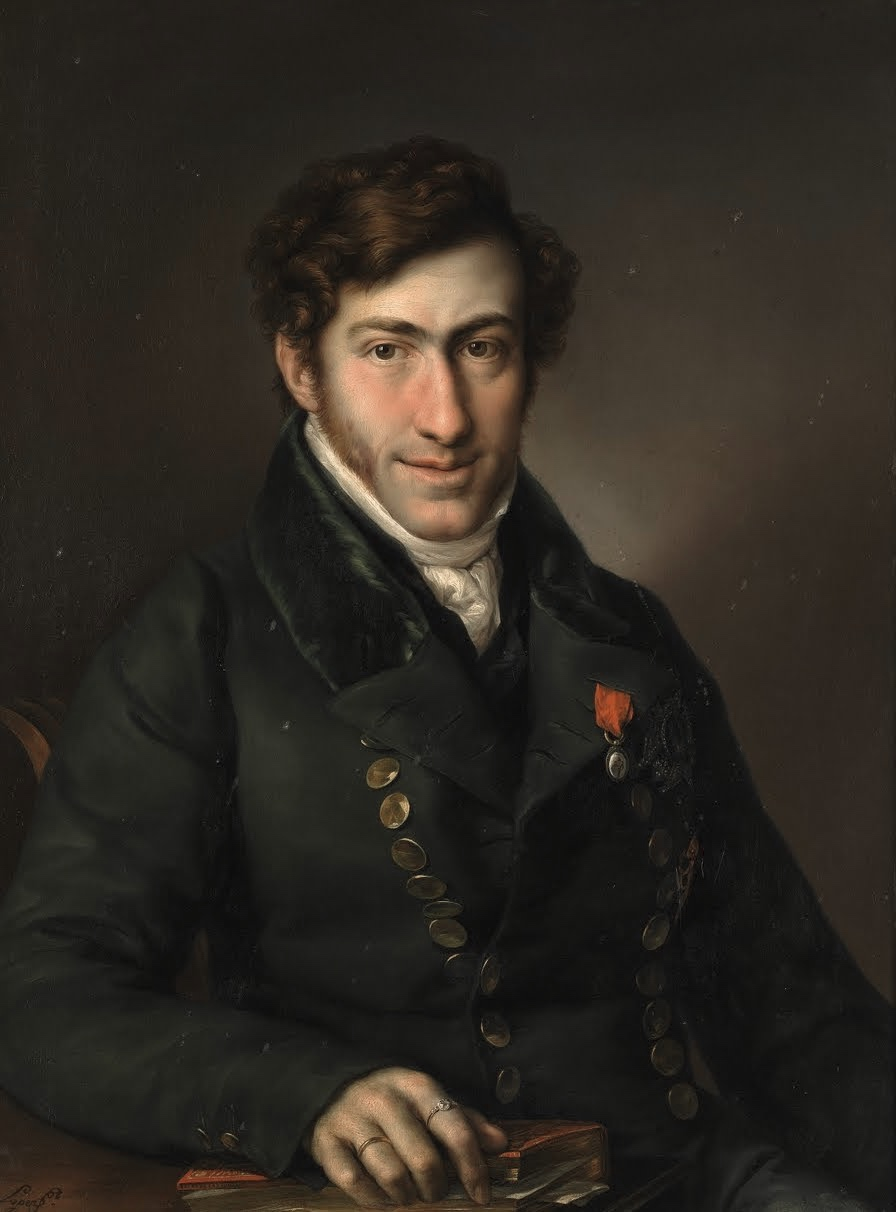
Francisco de Paula van Bourbon

Francisco de Paula van Bourbon (Madrid, 10 maart 1794 — aldaar, 13 augustus  1865) was de jongste zoon van Karel IV van Spanje en diens echtgenote Maria Louisa van Parma.
Het voornemen van de Franse bezetter generaal Murat om hem en zijn zusje uit Madrid weg te voeren naar Bayonne, waar de Spaanse koning en de kroonprins zich reeds bevonden, leidde op 2 mei 1808 tot een opstand van de bevolking, bekend als Dos de Mayo.
Infant Francisco de Paula huwde op 12 juni 1819 te Madrid met Louise Carlotta, een dochter van zijn zus Maria Isabella van Bourbon en Frans I der Beide Siciliën.

## Kinderen
Uit het huwelijk van Francisco de Paula en Louise Carlotta werden elf kinderen geboren:
- Francisco (1820-1821)
- Isabella (1821-1897)
- Francisco (1822-1902), gehuwd met koningin Isabella II van Spanje
- Enrique Maria Fernando (1823-1870)
- Louisa (1824-1900)
- Duarte Felipe (1826-1830)
- Josefina (1827-1920)
- Theresa (1828-1829)
- Fernando (1832-1854)
- Maria Christina (1833-1902), gehuwd met haar achterneef Sebastiaan Gabriël van Bourbon (achterkleinzoon van koning Karel III van Spanje)
- Amelia (1834-1905), gehuwd met prins Adalbert Willem van Beieren (zoon van koning Lodewijk I van Beieren)

- Biblioteca Nacional de España: XX1727185
- Gemeinsame Normdatei: 1161853499
- International Standard Name Identifier: 0000 0000 5997 1427
- Library of Congress Control Number: no2018058925
- Virtual International Authority File: 87497878
- WorldCat: E39PBJvxyWWJvbBHV9CM4Qhrbd